# UK Space Agency
A UK Space Agency é a agência espacial do Reino Unido, criada em 2010 em substituição ao BNSC.